# Leon B. Alcalay
Leon B. Alcalay (n. 1847, București – d. 1920, București) a fost un editor și librar român, dintr-o familie evreiiască de rit spaniol din București. Prin editura pe care a întemeiat-o a adus o contribuție însemnată la viața culturală și în domeniul educației în România.

## Biografie
Născut la București, Leon B. Alcalay a învățat la o școală elementară și apoi doi ani de gimnaziu în orașul natal. Apoi a fost vânzător ambulant de cărți, broșuri și reviste vechi și rare. La vârsta de 17 ani (în 1864) el a deschis primul său magazin în centrul Bucureștiului, la colțul străzii Podul Mogoșoaiei (Calea Victoriei de astăzi) nr. 27 și al Bulevardului Elisabeta. Prăvălia cuprindea în acea vreme doar două dulapuri burdușite cu cărți de anticariat. În anul 1883 a deschis în locul anticariatului două magazine - o librărie și un magazin cu articole de papetărie. Ele s-au aflat la parterul Hotelului Herdan, care a devenit mai apoi „Grand Hotel du Boulevard” sau Hotelul Bulevard, lângă consulatul Rusiei. Cu timpul, a intrat în domeniul editării de cărți, prin mijlocirea a două case de editură pe care le-a înființat, purtând denumirile „Librăria Alcalay” și „Librăria Universală Alcalay”.
Pe perioada construirii „Grand Hotelului Bulevard”, librăria Alcalay s-a mutat temporar în clădirea „Colos” de lângă Prefectura Poliției. Apoi a revenit la locul inițial la parterul hotelului. În două din vitrine erau expuse, ca atracție comercială, titluri importate din Franța incluzând cărți cu conținut erotic și despre sexualitate, iar in vitrina a treia cărți de anticariat în genul cărți de „sfaturi utile” în genul „Cum se trișează în jocul de cărți” și literatura clasică, inclusiv traduceri în limba română din cadrul colecției Biblioteca pentru toți. Librăria conținea cărțile editate în România și în plus, volume importate din Franța și Germania, mai cu seamă cărți de medicină și drept. De asemenea vindea și instrumente și partituri muzicale.
Între anii 1900-1920 editura Alcalay a publicat colecția „Biblioteca pentru toți” (înființată de Carol Müller și Dumitru Stăncescu în 1895) care cuprindea multe dintre cele mai însemnate cărți din literatura română și universală și care se vindeau cu prețuri ieftine, la îndemâna publicului. După moartea lui Alcalay, colecția a continuat să apară în alte edituri, până în zilele noastre.
Editura Alcalay publica și un catalog de cărți, ceea ce era o premieră în scena editorială românească.
Un timp Alcalay a deținut funcția de vicepreședinte al Asociației Librarilor din România.
În anul 1932 librăria „universală” din centrul Bucureștiului a fost condusă de Iancu Șaraga si S. Schwartz, care au modernizat-o, păstrându-i numele de Alcalay până la legile românizării din 1940, când instituția a fost preluată de Romulus Cioflec din Cluj. Unii din membrii familiei editorului Alcalay au emigrat în Palestina la începutul secolului al XX-lea. Între urmașii familiei s-a numărat și actorul israelian originar din România Moscu Alkalai.